# GWR Mather, Dixon locomotives
GWR Mather, Dixon — серия из шести паровозов с осевой формулой 1-1-1, заказанных перед открытием Большой западной железной дороги главным инженером Изамбардом Кингдомом Брюнелем у завода Mather, Dixon and Company. Паровозы оказались негодными и вскоре после назначения Дэниела Гуча суперинтендантом локомотивов были заменены на паровозы Star Class
- «Премьер» (Mather, Dixon № 40; 1837—1840) — вместе с тайлёровским «Вулканом» прибыл водным транспортом на станцию Западный Драйтон[3] 25 ноября 1837 года[1] Имя перешло вполедствии к первому паровозу, построенному в Суиндоне, родоначальнику типа товарных паровозов GWR Premier Class[4];
- «Ариэль» (Mather, Dixon № 41; 1838—1840) — имел диаметр цилиндров и ход поршня 14-дюймов (356 мм)[1];
- «Аякс» (Mather, Dixon № 50; 1838—1840) — характеризовался уникальными колёсами, склёпанными из листового железа вместо спицевых, ведущие диаметром 10 футов (3048 мм), бегунковые и поддерживающие — 5 футов (1524 мм). Диаметр цилиндров составлял 14 дюймов (356 мм), ход поршня 20 дюймов (508 мм), котёл с двумя сухопарниками[1];
- «Планета» (Mather, Dixon № 51; 1839—1840) — доставлен в декабре 1838 года, введён в эксплуатацию только в августе 1839-го. После списания служил стационарным котлом на станции Рединг[1].
- «Меркурий» (Mather, Dixon № 52; 1839—1843) — полная копия «Планеты», был доставлен также в декабре 1838 года, но введён в эксплуатацию только 26 сентября 1839-го. У обоих паровозов были ведущие колёса диаметром 8 футов (2438 мм), цилиндры диаметром 16 дюймов (406 мм) и ход поршня 20 дюймов (508 мм)[1];
- «Марс» (Mather, Dixon № 53; 1840—1840) — был построен с ведущими колёсами диаметром 10 футов, но введён в эксплуатацию с 8-футовыми, размеры цилиндра имел те же, что у «Меркурия» и «Планеты». Паровоз был доставлен в апреле 1840 года, а уже в декабре списан[1][5].